# 大田高等学校
大田高等学校（テジョンこうとうがっこう）は、大韓民国大田広域市中区にある公立高等学校。一般系のみのクラスが設置されている男子校である。旧制中学校時代は主に内地人（日本人）の子弟を教育していたが、1945年以後は完全に韓国人の学校となって現在に至る。

## 沿革
- 1917年4月1日 - 官立の京城中学校大田分教室が設置
- 1918年4月1日 - 大田中学校として独立
- 1921年4月1日 - 忠清南道に移管され、大田公立中学校に改称する
- 1946年9月1日 - 修業年限が6年制に変更
- 1947年4月1日 - 大田中学校に改称
- 1951年9月24日 - 学制改革により、大田中学校（3年制）と大田高等学校（3年制）に分割される

## 著名な出身者
- 久納好孚
- 具臺晟
- 鄭珉哲
- 沈大平
- 黄禹錫